# Котовський (фільм)
«Котовський» — радянський біографічний художній фільм 1942 року, знятий режисером Олександром Файнциммером на Центральна Об'єднаній кіностудії (ЦОКС).

## Сюжет
Біографічний фільм про легендарного учасника Громадянської війни, червоного комбрига Григорія Івановича Котовського. Він шість разів тікав з в'язниці, був засуджений до смертної кари і знову втік. Його знаменита кінна бригада билася під Києвом і Білою Церквою, біля Миколаєва та Одеси і не знала поразок.

## У ролях
- Микола Мордвинов — Котовський
- Василь Ванін — Харитонов
- Микола Крючков — Кабанюк / Загарі
- Віра Марецька — Ольга, лікар / співачка в ресторані
- Михайло Астангов — князь Каракозов / його син
- Костянтин Сорокін — ординарець
- Володимир Уральський — лакей Каракозов
- Микола Черкасов — Порфирій Іванович Попеску
- Олександра Денисова — дружина Попеску
- Борис Андрєєв — студент, що роздає боргові розписки
- Єлизавета Кузюріна — дружина Френзовеску / дівчина в ресторані
- Георгій Георгіу — Крихітка / співак в ресторані
- Григорій Шпігель — Пупсик
- Олександр Румнєв — офіцер / співак в ресторані
- Оскар Строк[lv] — піаніст
- Борис Бібіков — пан в театрі / судовий засідатель
- Олександра Данилова — співачка в театрі
- Микола Хрящиков — епізод
- Євген Григор'єв — селянин
- Михайло Висоцький — пристав

## Знімальна група
- Режисер — Олександр Файнциммер
- Сценарист — Олексій Каплер
- Оператор — Михайло Гіндін
- Композитор — Сергій Прокоф'єв
- Художник — Олексій Уткін